# Auguste André Cahours
Auguste André Thomas Cahours (2 d'octubre de 1813, París - 17 de març de 1891, París) va ser un químic francès que va descobrir i sintetitzar un gran nombre de compostos, entre els quals destaquen els alcohols amílic (pentan-1-ol) i al·lílic (propen-2-en-1-ol), el toluè, el xilè, els àcids anísic i cumínic, la piperidina, els compostos i radicals organometàl·lics i derivats de la fosfina i l'arsina. També va dur a terme contribucions importants en la teoria de la valència, isomerització aromàtica, densitat de vapors, ús del pentaclorur de fòsfor com a agent de cloració i el mecanisme de respiració de fruites i flors.
Cahours va estudiar a l'École Polytechnique. Ja havia decidit estudiar química però hi va renunciar amb la finalitat d'entrar al laboratori de Chevreul al Museu d'Història Natural com préparateur. Cahours es va convertir en docteur-és-ciències de la Facultat de Ciències i va ser professor de química a l'École Polytechnique i a l'École centrale.

## Vida personal i professional
Auguste André Thomas Cahours va néixer el 2 d'octubre, 1831 a París (Seine), el més gran dels dos fills de Rose Adelaide Cartront i André Cahours. Després d'acabar la seva primera educació en el liceu local, va ingressar a l'École Polytechnique el 1833 i després de la graduació, al 1835, es va unir al cos del Cap d'Estat Major de l'Exèrcit, però va abandonar ràpidament la carrera militar per seguir els seus interessos en la investigació química. Michel Eugène Chevreul (1786-1889), el seu antic mestre, el va nomenar préparateur en el seu laboratori al Museu d'Història Natural, posició que Cahours va ocupar durant quatre anys.
El 1839 es va traslladar al laboratori privat que Jean-Baptiste André Dumas (1800-1884) tenia a la rue Cuvier. En el mateix any (1839) Dumas va nomenar a Cahours répétiteur a l'École Centrale des Arts et Manufactures i, posteriorment director dels laboratoris dels estudiants. El 1851 va ser nomenat examinateur i membre del Conseil de Perfectionnement, en substitució de Chevreul que havia renunciat.
El 1845 va esdevenir docteurés-sciences a la Facultat de Ciències de París i, al mateix any, va substituir Dumas a l'École Centrale, on s'hi va estar fins al 1870, any en què ocupà la càtedra de química que deixà buida Henri Victor Regnault. El 1850, Cahours va ser anomenat professor de química a l'École d'Application de la Manufacture des Tabacs. El 1888 va renunciar a la seva càtedra a l'École Polytechnique.
La vida familiar de Cahours va anar acompanyada per la tragèdia. En un curt període (1868 - 1871) va perdre el seu germà, la seva dona i els seus dos fills. Alguns anys més tard es va casar de nou i morí a París el 17 de març de 1891.

## Aportació científica
Cahours va realitzar una investigació en una àmplia gamma de temes, entre ells la densitat dels vapors, olis essencials, alcohol amílic, àcid salicílic i derivats, alcohol al·lílic, pentaclorur de fòsfor i fosforats bases, sulfurs i polisulfurs, petroli americà, i compostos organometàl·lics. Els resultats van ser publicats en prop de 95 articles i diversos i, com és costum per a tots els candidats a l'Acadèmia de les Ciències, Cahours va publicar un fullet que descriu les seves investigacions i assoliments.

### Alcohol amílic

2-metilbutan-1-ol

La primera publicació científica està relaciona amb l'oli volàtil de patates (Cahours, 1837, 1838), una substància coneguda per primera vegada per Carl Wilhelm Scheele (1742-1786), durant la destil·lació de patates fermentades.
Cahours havia descobert accidentalment al laboratori de Chevreul un recipient que contenia un litre d'oli impur de patates. L'estreta analogia entre les composicions de metanol, etanol i oli de patates el va portar a pensar que aquest últim podria comportar-se d'una forma isomèrica amb els dos primers compostos. Després va passar a preparar un gran nombre de derivats d'oli de les patates i va trobar que es comportaven d'una manera anàloga a les combinacions corresponents de la sèrie de l'alcohol. Va reconèixer que l'oli de les patates era un alcohol, al qual va anomenar alcohol amílic. L'alcohol amílic de fermentació és una mescla de 3-metilbutan-1-ol i 2-metilbutan-1-ol. Com que es coneixien alcohols amb menys nombre de carbonis, el descobriment de l'alcohol amílic fou l'evidència de l'existència d'una sèrie homòloga d'alcohols encara no descoberts. Actualment s'anomena amb aquest nom als alcohols isòmers de fórmula C₅H11OH i llurs mescles. Sense comptar amb els isòmers òptics n'existeixen vuit isòmers. Va descriure molts dels derivats de l'alcohol amílic, per exemple, el sulfat d'amil, clorur d'amil, bromur, iodur i d'etil i àcid valèric. Per tant, la troballa de pentanol va suggerir que hi havia una alta probabilitat que existissin els alcohols C3, C4, C6, C7, etc.

### Àcid cumínic
Al laboratori de Dumas, Cahours realitzà recerca sobre diversos olis essencials d'origen vegetal. Juntament amb Charles Frédéric Gerhardt, descobrí que l'essència de comí de prat (Carum carvi L.) contenia dos principis, un hidrocarbur que anomenà p-cimè (4-isopropiltoluè) i un compost oxigenat que anomenà cuminol, noms derivats del francès cumin (comí).

Àcid cumínic
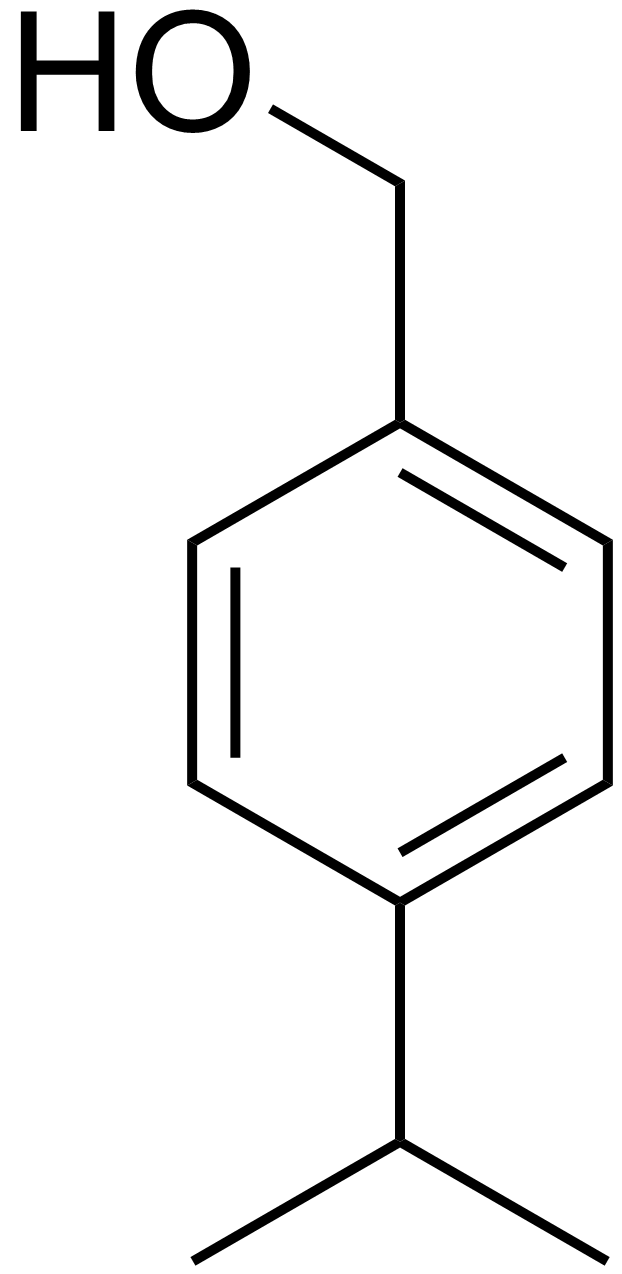
Cuminol
Cumè

El cuminol tenia una notable tendència a oxidar-se a àcid cumínic (àcid 4-isopropilbenzoic) en tractar-lo amb oxigen, àcid nítric o àcid cròmic. Tractant-lo amb hidròxid de potassi donava cuminat de potassi i d'hidrogen, tractant-lo amb àcid nítric produïa àcid nitrocumínic, i amb hidròxid de calci es reduïa a cumè (isopropilbencè) un nou hidrocarbur, i podia oxidar-se per donar un altre cop àcid cumínic. Després, Cahours i Gerhardt mostraren que l'aldehid cumínic, contràriament a aldehid benzoic, es podia aïllar de la planta per destil·lació i no s'originava a partir de la fermentació.
Cahours determinà la identitat química de les essències d'anís (Pimpinella anisum), d'anís estrellat (Illicium verum) i de fonoll (Foeniculum vulgare), la seva composició centesimal, la seva fórmula elemental, en descrigué la preparació i propietats del seu nitro, clor, i brom derivats de substitució, i observà que l'acció d'àcid nítric en diferents concentracions sobre l'essència d'anís, produïa l'àcid anísic (àcid 4-metoxibenzoic) i anisol (metil fenil èter). També demostrà que l'essència de Gaultheria procumbens era en realitat salicilat de metil, un compost que era simultàniament un àcid i un fenol. Aquest fou el primer exemple d'un àcid de funció mixta.

### Toluè i xilè
Enrique Sainte-Claire Deville (1818-1881) va realitzar un ampli treball sobre olis essencials i resines, i les seves propietats i reaccions químiques. Des del bàlsam de Tolú va obtenir un hidrocarbur, el qual, a causa de la seva semblança amb el benzè, va nomenar benzoene. Va afegir que aquest compost tenia la mateixa composició i propietats que l'hidrocarbur que Pierre-Joseph Pelletier (1788-1842) i Philippe Walter (1810-1847) havien aïllat per destil·lació de la resina de pi i que hauria de ser considerat un isòmer d'aquesta.
El 1850 Cahours va destil·lar el líquid que se separa quan s'afegeix aigua a l'alcohol de fusta i va observar que bull en una àmplia gamma de temperatures. Per tal d'obtenir una millor separació va tractar primer l'oli en brut amb àcid sulfúric concentrat i es va trobar que presentava una massa viscosa de color marró vermellós a la part superior de la qual surava un líquid aromàtic. Va rentar el líquid amb aigua alcalina, el va assecar amb clorur de calci i el va destil·lar en presència de pentaòxid de fòsfor. D'aquesta manera va ser capaç de separar diverses fraccions; el punt d'ebullició entre 108 i 110 °C tenia les mateixes propietats que el benzoene de Deville i el va nomenar toluè, la fracció que es trobava en l'interval de 128 -130 °C era un homòleg del toluè i el va nomenar xilè i la fracció de punt d'ebullició 145-148 °C va resultar ser de cumè.

### Alcohol al·lílic
Diversos científics havien informat de la síntesi de compostos que contenien el grup al·lil però cap havia estat capaç d'aïllar l'alcohol arrel. Cahours, John W. Reynolds i Hofmann havien descobert prèviament clorur de propilè i bromur de propilè en l'estudi de l'acció del clor i el brom en els gasos que s'obtenen quan s'escalfa alcohol amílic o àcid valèric. Una comparació amb la sèrie corresponent dels derivats d'etil va suggerir la presència d'un mateix radical en la sèrie de propilè. Aquest fet va portar a Cahours i August Wilhelm Hofmann (1818 a 1892) a tractar de preparar un alcohol a partir d'aquesta substància, que tindria una relació similar a l'existent entre el metà i metanol i età i etanol. Per tal d'arribar a aquest resultat, Cahours i Hofmann van reaccionar moltes sals d'argent amb propilè (al·lil) de iodur per obtenir per doble descomposició iodur d'argent i un èster. Van nomenar la sèrie resultant acrílic, nom que després van canviar a al·lílic.

### Densitat de vapors
En aquell temps quan Cahours feia d'investigador s'acceptava que un mol de qualsevol substància ocupava, en estat vapor, el mateix que un mol de gas ideal. L'equivalent dels compostos orgànics volàtils va correspondre a quatre volums de vapor, on la unitat de volum va ser representada per una quantitat d'oxigen igual a 8 grams. El que caracteritzava la veritable agrupació dels àtoms era la invariabilitat de la densitat en un interval de temperatura llarg. No obstant això, Dumas s'havia informat que el vapor d'àcid acètic presentava una densitat anòmala i Amand Bineau (1812-1861) havia demostrat que els vapors d'àcid fòrmic i àcid sulfúric presentaven la mateixa anomalia. Cahours va repetir els experiments de Dumas usant àcid acètic glacial i va obtenir el valor de 2,72 (entre 150 ° i 155 ° C) contra 2,781 obtingut per Dumas.
Cahours va plantejar la qüestió de si l'anomalia observada per Dumas era a causa del fet que les mesures s'haguessin realitzat a una temperatura molt a prop del punt d'ebullició normal de l'àcid. De fet, la mesura de la densitat dels vapors d'àcid acètic entre 100 °C i 110 °C per sobre del seu punt d'ebullició va donar un valor de 2,17, el que indica que l'estat de l'àcid va ser la mateixa que la d'altres àcids volàtils. Els mateixos resultats es van obtenir quan va usar àcid acètic preparat a partir d'acetat de potassi. Per tant, l'anomalia presentada per l'àcid acètic va desaparèixer completament quan la densitat del vapor es va mesurar a una alta temperatura convenient.
En una altra publicació Cahours va informar que el valor de la densitat de diferents alcohols, èsters de compostos, aigua i molts hidrocarburs, a 30 ° - 35 °C per sobre del seu punt d'ebullició normal, era molt semblant al valor teòric, però si la mesura es feia a 10 °C - 12 °C per sobre del seu punt d'ebullició normal, la desviació era considerable.

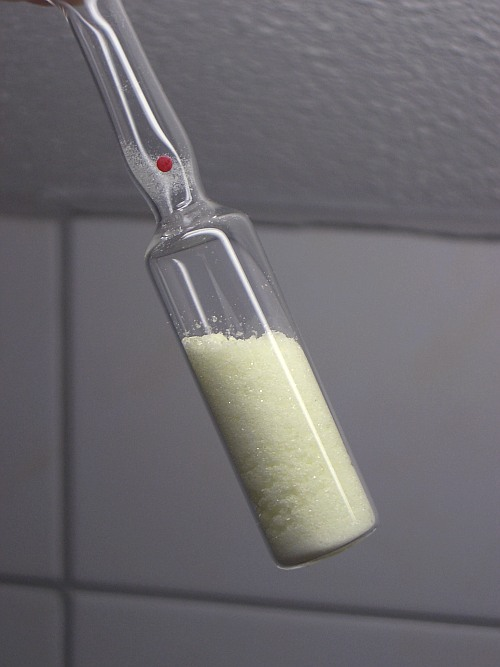
Pentaclorur de fòsfor, PCl₅

Cahours demostrà que el canvi en la densitat amb un augment de la temperatura era degut a la dissociació de les molècules i la seva transformació en estructures més simples. Un resultat significatiu d'aquesta investigació fou trobar i demostrar que, a temperatures prou altes, el pentaclorur de fòsfor es dissocia en triclorur de fòsfor i clor.
{\displaystyle PCl_{5}\longrightarrow PCl_{3}+Cl_{2}}
Aquesta troballa li suggerí la possibilitat d'utilitzar de pentaclorur de fòsfor com a agent de cloració de compostos orgànics, i ho demostrà mitjançant la realització de la transformació de l'àcid benzoic en clorur de benzoïl, i obrí així el camí per a un procediment senzill per a la preparació de clorurs d'acil.

### Altres estudis
El 1846 informà de la preparació de di i trisulfurs de dimetil i de trietil (Me-S-S-Me), i els pertinents sulfocianurs de metil i etil (R-SCN). El 1849 descobrí la superioritat de la barreja d'àcid nítric i àcid sulfúric sobre l'àcid nítric sol per a la síntesi de derivats nitrats de compostos aromàtics, il·lustrant-ho amb la síntesi de l'àcid dinitrobenzoic i dinitrocumínic. En 1852-1853 descobrí en col·laboració amb Riche, compostos orgànics d'estany, i el 1860 ho amplià a la síntesi de compostos organometàl·lics de magnesi, alumini i estany.
El treball en col·laboració amb August Wilhelm Hofmann (1818-1892) els portà a la síntesi d'un gran nombre de bases fosforades, basat en alquilfosfina, per reacció de triclorur de fòsfor amb alquil derivats de zinc. També aïllà l'alcohol al·lílic per reacció d'oxalat d'argent amb iodur de propilè i la descomposició de l'oxalat d'al·lil resultant amb amoníac.

## Obra
- «Recherches chimiques sur les huiles essentielles» (I & II)

- «Action du chlore sur les ethers carbonique et succinique» (IX)

- «Salicylate de méthyléne et éther salicylique» (X)

- «Acides volatils à six atomes d'oxygène» (XIV)

- «Combinaisons sulfurées du methyle et de l'éthyle» (XVIII & XIX)
- «Action du brome sur les citrates»

- «Constitution et action du perchlorure de phosphore sur les mat. organ.» (XX & ХХ III)

- «Anisol et phenetol» (XXVII)

- «Recherches sur les bas. phosphorées» (LI)

- «Rech. sur les corps isomères: salicylol, eugénol et dérivés» (LII)

- «Acides amides» (LXIII)

- «Radicaux organométalliques» (LVIII & LXII)

- «Derivés pyrogenés de l'acide citrique» (LXVII)

- «Considerations générales sur les carbures d'hydrogéne»

- «Sur les corps isomères» (III)

- «Rech. sur les petroles d'Amerique eu commun avec Pelonze»[7]

## Honors
Cahours va rebre molts premis i honors per les seves contribucions científiques.
| Membre de                                        | Any  |
| ------------------------------------------------ | ---- |
| Société Philomatique                             | 1840 |
| Académie des Sciences et Belles-Lettres of Rouen | 1846 |
| Académie des Sciences                            | 1868 |
| Académie de Cherbourg                            |      |
| Académie de Dijon                                |      |
| Societat Química de Londres                      | 1856 |
| Academia de Berlín                               | 1867 |
| Societat Química Alemana                         | 1870 |
| Acadèmia de Ciències de Sant Petersburg          | 1873 |

El 1853 va ser nomenat analista al Paris Mint. Més tard, l'Acadèmia de Ciències li va concedir dues vegades (1867 i 1870) el premi Jecker pel seu treball en l'acohol d'amil i en compostos organometàl·lics, un premi establert el 1851 per accelerar els avenços en química orgànica. També va ser nominat comandant de la Legió d'Honor.